# A-Stabilität
Ein numerisches Verfahren zur Lösung von Anfangswertproblemen heißt A-stabil, wenn sein Stabilitätsgebiet die komplette linke Halbebene der komplexen Zahlenebene enthält. 
Anders formuliert bedeutet dies, dass das numerische Verfahren bei der Lösung der dahlquistschen Testgleichung
{\displaystyle y'=\lambda y,\quad y(0)=1}
für alle komplexen {\displaystyle \lambda } mit negativem Realteil bei beliebiger Schrittweite {\displaystyle \Delta t} eine monoton fallende Folge von Näherungen liefert. Dies impliziert, dass das Verfahren unabhängig von der rechten Seite der Differentialgleichung stabil ist und keine Oszillationen entwickelt. Diese Eigenschaft ist wichtig bei der Lösung von steifen Anfangswertproblemen.
Beispiele von A-stabilen Verfahren sind das implizite Euler-Verfahren, das implizite Trapez-Verfahren, sowie BDF(2).
Der Begriff wurde 1963 von Germund Dahlquist eingeführt. Das A wählte er, da ihm Attribute wie „stark“ oder „super“ als zu abgedroschen vorkamen. Er bewies auch die zweite Dahlquist-Barriere, nach der A-stabile lineare Mehrschrittverfahren nicht von höherer Ordnung als 2 sein können. Implizite Runge-Kutta-Verfahren können dagegen auch bei höherer Ordnung A-stabil sein. 
Explizite Runge-Kutta-Verfahren, ebenso wie explizite lineare Mehrschritt-Verfahren haben immer ein beschränktes Stabilitätsgebiet, sind also nie A-stabil. 

## L-Stabilität
Fordert man bei einem Verfahren zusätzlich, dass die Stabilitätsfunktion {\displaystyle R(z)} folgende Gleichung erfüllt, nennt man das Verfahren L-stabil:
{\displaystyle \lim _{\operatorname {Re} (z)\to -\infty }|R(z)|=0.}
Dies ist relevant, um Oszillationen schnell dämpfen zu können.

## Varianten
Ein Verfahren heißt A({\displaystyle \alpha })-stabil, falls das Stabilitätsgebiet den Winkel {\displaystyle \alpha }, ausgehend vom Nullpunkt mit der negativen reellen Achse als Winkelhalbierende, enthält. Damit gibt es rechte Seiten, die dem Verfahren Probleme machen, je nach Größe des Winkels sind dies jedoch sehr wenige, für alle anderen ist der Zeitschritt nicht beschränkt. 
BDF-Verfahren sind von Ordnung 3 bis zur Ordnung 6 A({\displaystyle \alpha })-stabil, wobei der Winkel kleiner wird mit höherer Ordnung.